# Liste des tramways en France
Pour un article plus général, voir Liste des tramways du monde.

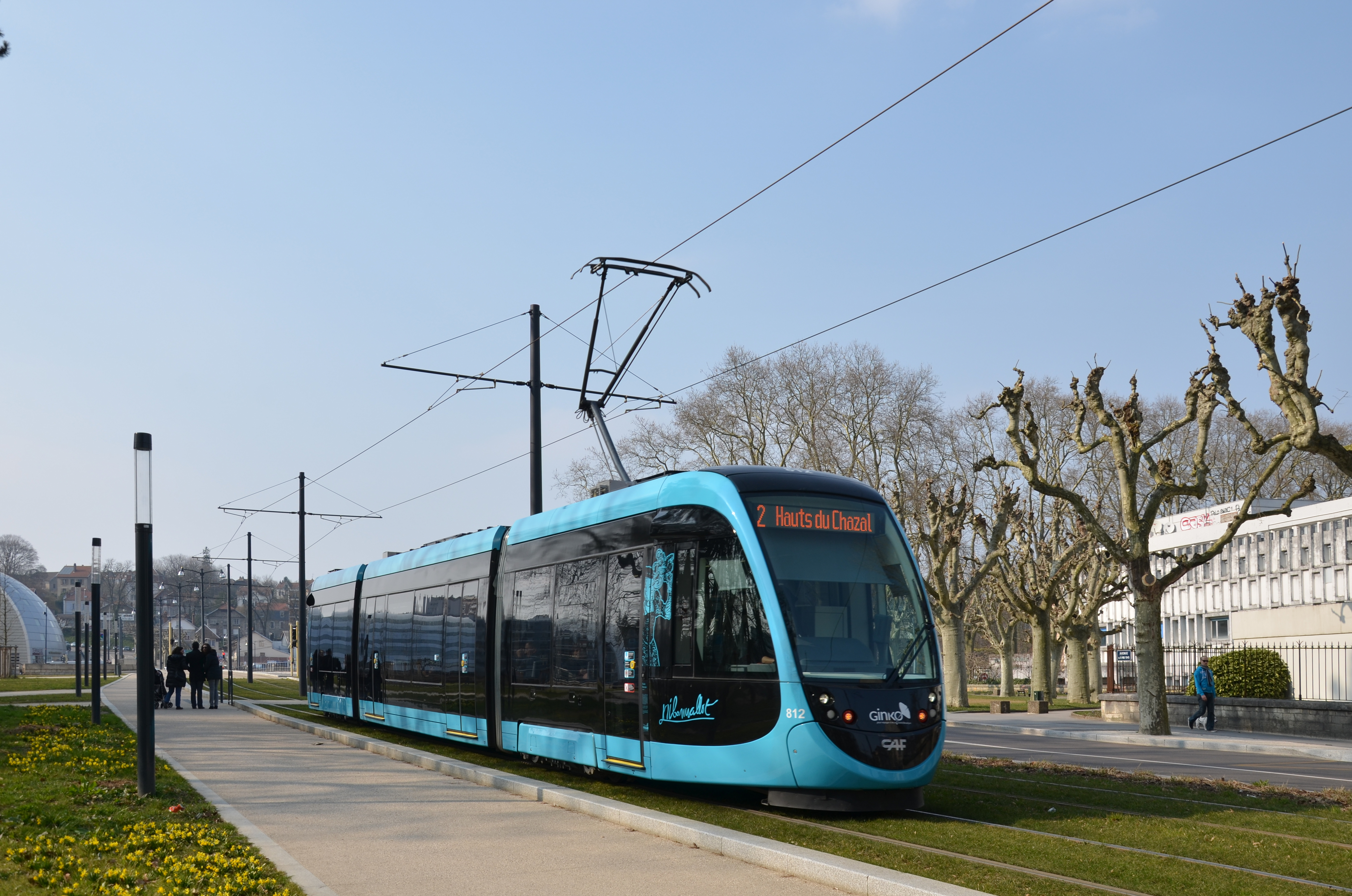
Tramway contemporain à Besançon.

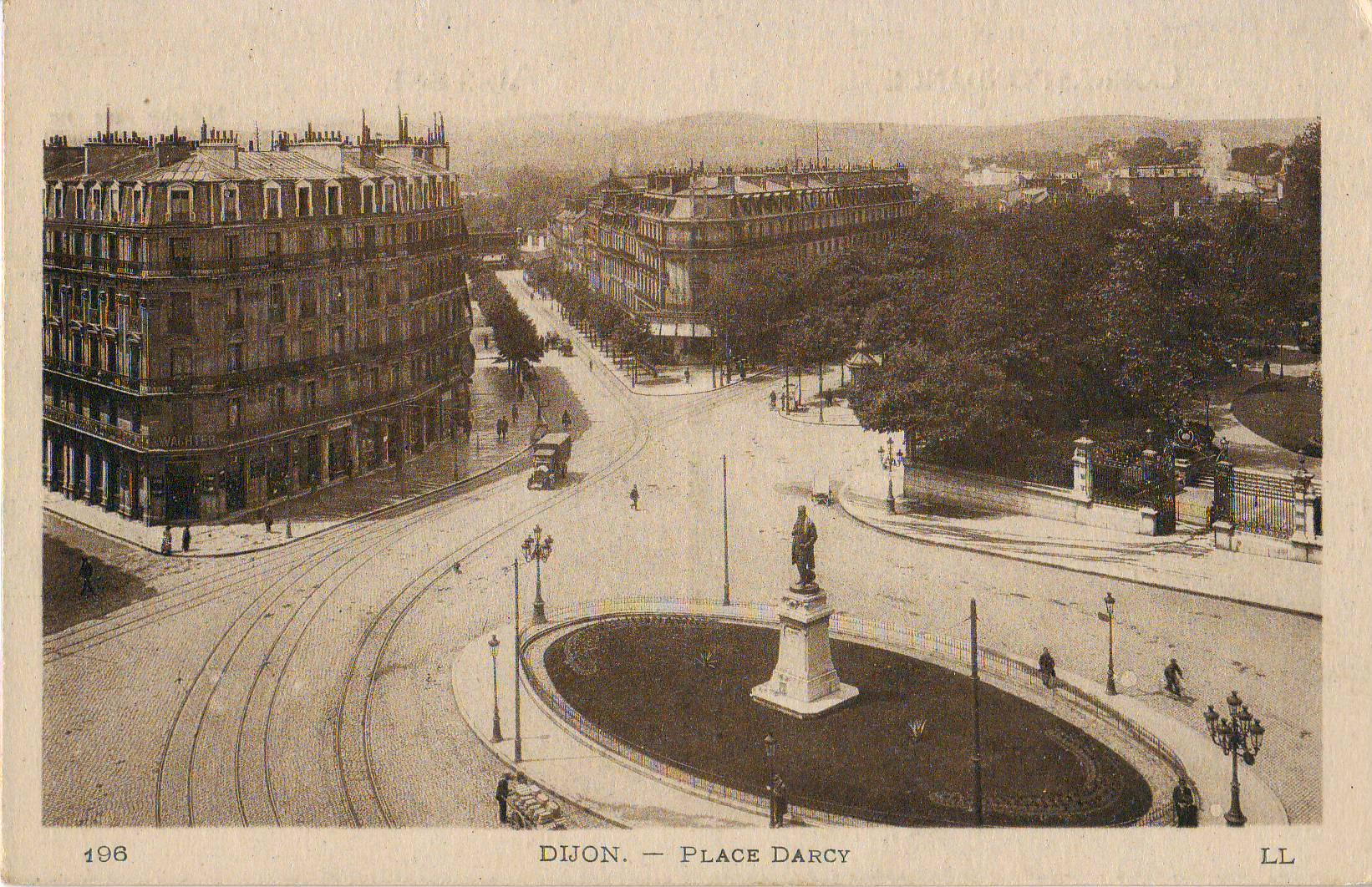
Tramway au début du XX à Dijon.

La liste des réseaux de tramways de France recense les réseaux anciens et actuels.

## Réseaux actuels de tramways en service

### Longueur des lignes
Addition des longueurs de ligne (en km, sans doublon pour les troncs communs) par catégorie de tramway en France
|                                     | En service au 28 août 2018 | En construction | Total            |
| Tramway à voie normale              | 661,3                      | 129,2           | 790,4            |
| Tramway à voie métrique             | 33,4                       | 4,3             | 37,7             |
| Tramway sur pneus (translohr + TVR) | 47,4 (36,3+11,1)           | 0               | 47,4 (36,3+11,1) |
| Tram-train                          | 187,3                      | 38,8            | 226,1            |
| Total                               | 929,6                      | 172,3           | 1101,9           |

### Analyse comparative du coût
| Lieu                           | Date de mise en service | km de ligne | Coût au km en millions d'euros | Investissement en millions d'euros |
| ------------------------------ | ----------------------- | ----------- | ------------------------------ | ---------------------------------- |
| Besançon (lignes T1 et T2)     | 2014                    | 14,6        | 15,6                           | 228,00                             |
| Mulhouse (lignes T1, T2 et T3) | 2006                    | 12,2        | 20,33                          | 248,00                             |
| Orléans (ligne A)              | 2000                    | 18,5        | 20,95                          | 387,63                             |
| Le Mans (ligne T1)             | 2007                    | 15,4        | 21,56                          | 332,00                             |
| Reims (ligne A)                | 2011                    | 11,2        | 27,48                          | 288,54                             |
| Montpellier (ligne 1)          | 2000                    | 15,2        | 29,71                          | 451,62                             |
| Angers (ligne A)               | 2011                    | 22,3        | 23,33                          | 287,00                             |
| Bordeaux (phase 1)             | 2003                    | 24,3        | 30,5                           | 736,16                             |
| Valenciennes (ligne 1)         | 2006                    | 9,4         | 30,19                          | 283,83                             |
| Dijon (Lignes T1 et T2)        | 2012                    | 19,0        | 20,99                          | 398,9                              |
| Bordeaux (phase 2)             | 2007                    | 19,5        | 30,62                          | 597,06                             |
| Paris (T3 ; actuellement T3a)  | 2006                    | 6,9         | 31,25                          | 214,11                             |
| Marseille (ligne 1)            | 2007                    | 11,1        | 36,21                          | 401,96                             |
| Nice (ligne 1)                 | 2007                    | 8,8         | 38,97                          | 342,94                             |

## Réseaux n'ayant jamais cessé de fonctionner

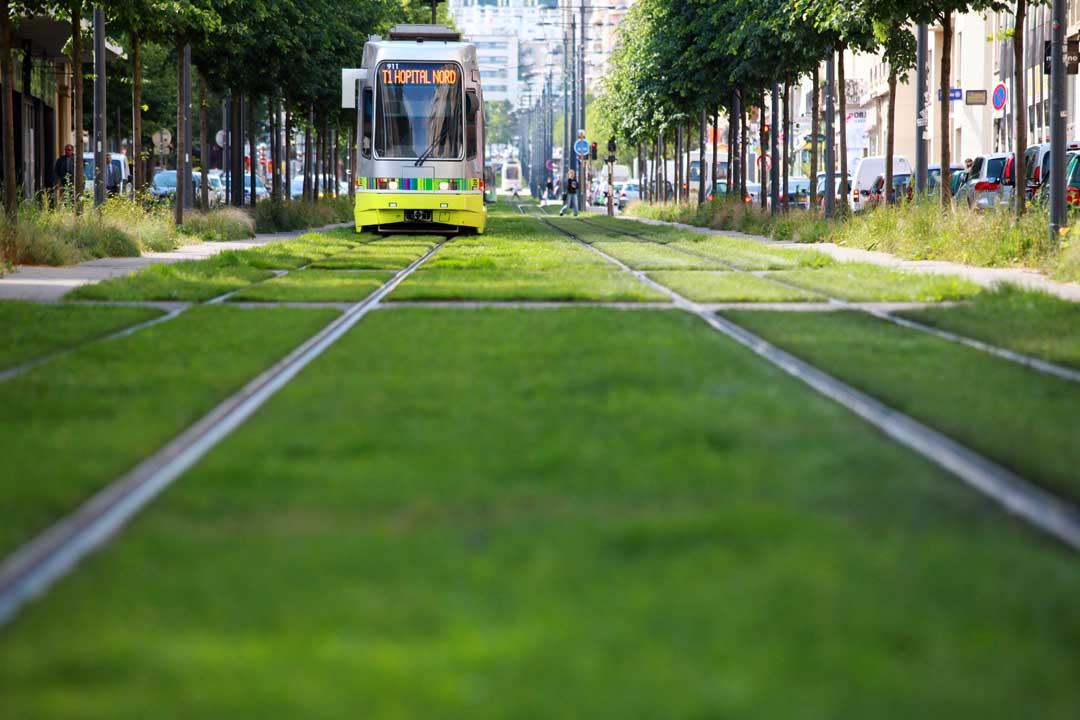
Le tramway actuel à Saint-Étienne

Tous ces réseaux ont été plus importants au début du XXe siècle qu'aujourd'hui. Après un minimum atteint au début des années 1970, ils sont à nouveau en expansion.
1. Saint-Étienne (1881). Une deuxième ligne (qui forme en fait trois lignes en troncs communs) a été mise en service à l'automne 2006. C'est le seul réseau de tramway subsistant avec Lille en voie métrique (écartement des rails 1 000 mm). Le prolongement Sud en 1983 marque le renouveau du tramway en France, c'est la première fois que l'on construit une ligne de tramway après des années de suppression.
2. Marseille (1893). Trafic interrompu le 8 janvier 2004 au soir pour l'ultime ligne, pour modernisation et extension du réseau ; la remise en service a été faite le 30 juin 2007 (inauguration officielle par le président Sarkozy le 4 juillet 2007).
3. Tramway du Grand Boulevard, entre Lille, Roubaix et Tourcoing (1909) dénommé le Mongy du nom de l'ingénieur qui l'a réalisé. Le TELB, réseau urbain de Lille (indépendant de celui de Roubaix-Tourcoing) a fonctionné de 1874 à 1966. Les 2 lignes de Roubaix et Tourcoing ont été reconstruites en 1994 et sont à voie métrique.

## Réseaux créés ou recréés depuis les années 1980

### En service
La liste suit un classement ordre alphabétique des villes citées, et non un ordre chronologique.
1. Angers (ancien réseau 1896-1949, nouveau mis en service le 25 juin 2011)
2. Annemasse (ancien réseau 1883-1958, nouveau mis en service le 15 décembre 2019)
3. Aubagne (ancien réseau du tramway de Marseille 1905-1958, nouveau mis en service le 1er septembre 2014)
4. Avignon (ancien réseau 1901-1932, nouveau mis en service le 19 octobre 2019)
5. Besançon (ancien réseau 1887-1952, nouveau mis en service le 30 août 2014)
6. Bordeaux (ancien réseau 1880-1958, nouveau mis en service le 21 décembre 2003)
7. Brest (ancien réseau 1898-1949, nouveau mis en service le 23 juin 2012)
8. Caen (ancien réseau 1901-1937, nouveau mis en service le 27 juillet 2019)
9. Clermont-Ferrand (ancien réseau 1890-1956, nouveau mis en service le 13 novembre 2006)
10. Dijon (ancien réseau 1895-1961, nouveau mis en service le 1er septembre 2012)
11. Grenoble (ancien réseau 1894-1952, nouveau mis en service le 3 août 1987)
12. Le Havre (ancien réseau 1874-1951, nouveau mis en service le 12 décembre 2012)
13. Le Mans (ancien réseau 1897-1947, nouveau mis en service le 17 novembre 2007)
14. Lyon (ancien réseau 1880-1958, nouveau mis en service le 2 janvier 2001)
15. Marseille (ancien réseau 1876-2004, nouveau mis en service le 30 juin 2007)
16. Montpellier (ancien réseau 1897-1949, nouveau mis en service le 30 juin 2000)
17. Mulhouse (ancien réseau 1880-1956, nouveau mis en service le 13 mai 2006)
18. Nantes (ancien réseau 1879-1958, nouveau mis en service le 7 janvier 1985)
19. Nice (ancien réseau 1879-1953, nouveau mis en service le 24 novembre 2007)
20. Orléans (ancien réseau 1877-1938, nouveau mis en service le 20 novembre 2000)
21. Paris/Île-de-France (ancien réseau 1855-1938, nouveau mis en service le 6 juillet 1992)
22. Reims (ancien réseau 1900-1939, nouveau mis en service le 16 avril 2011)
23. Rouen (ancien réseau 1877-1953, nouveau mis en service le 16 décembre 1994)
24. Saint-Louis (ancien réseau 1911-1956, nouveau mis en service le 9 décembre 2017)
25. Strasbourg (ancien réseau 1878-1960, nouveau mis en service le 25 novembre 1994)
26. Toulouse (ancien réseau 1887-1957, nouveau mis en service le 11 décembre 2010)
27. Tours (ancien réseau 1877-1949, nouveau mis en service le 31 août 2013)
28. Valenciennes (ancien réseau 1881-1966, nouveau mis en service le 3 juillet 2006)

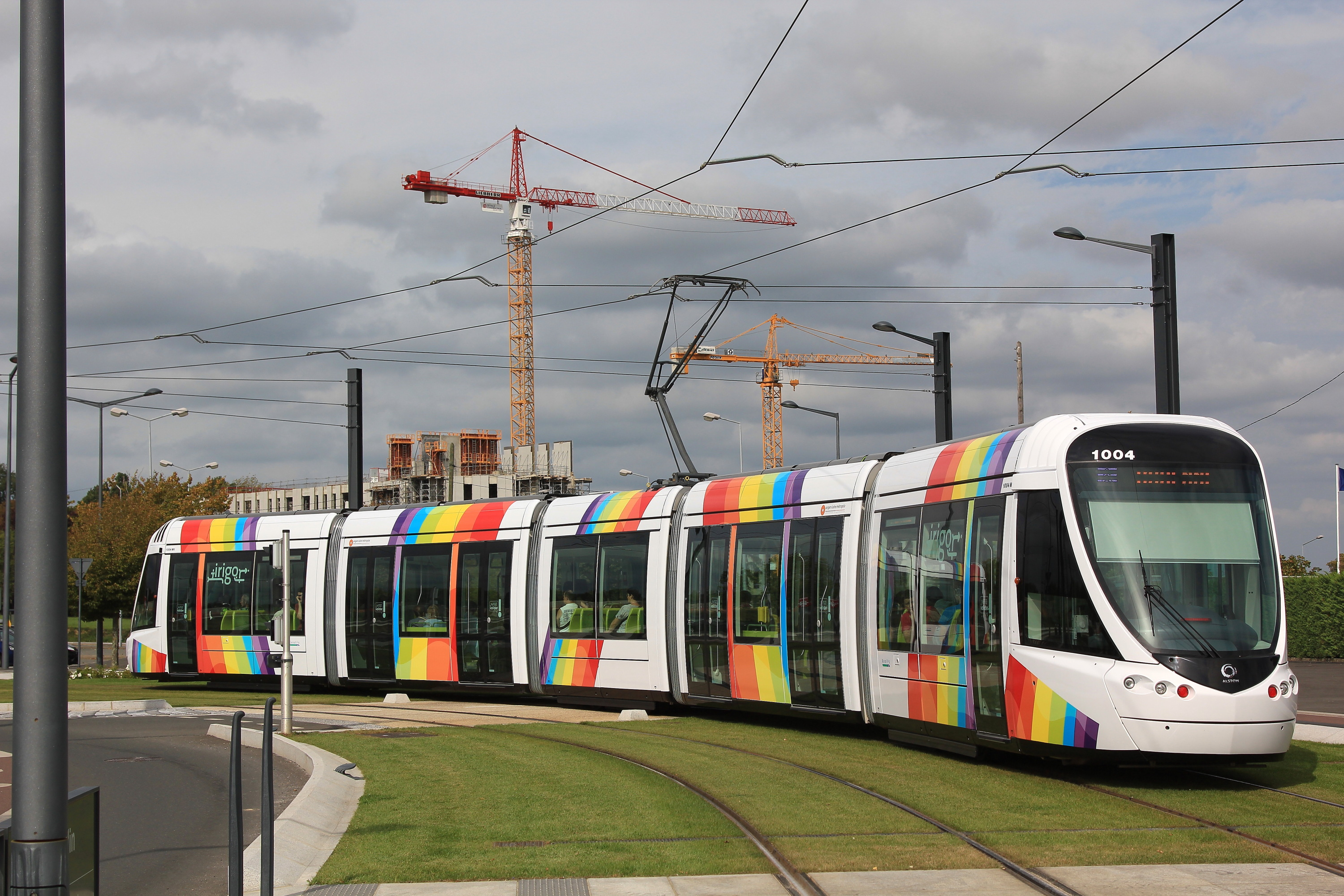
Le tramway d'Angers.
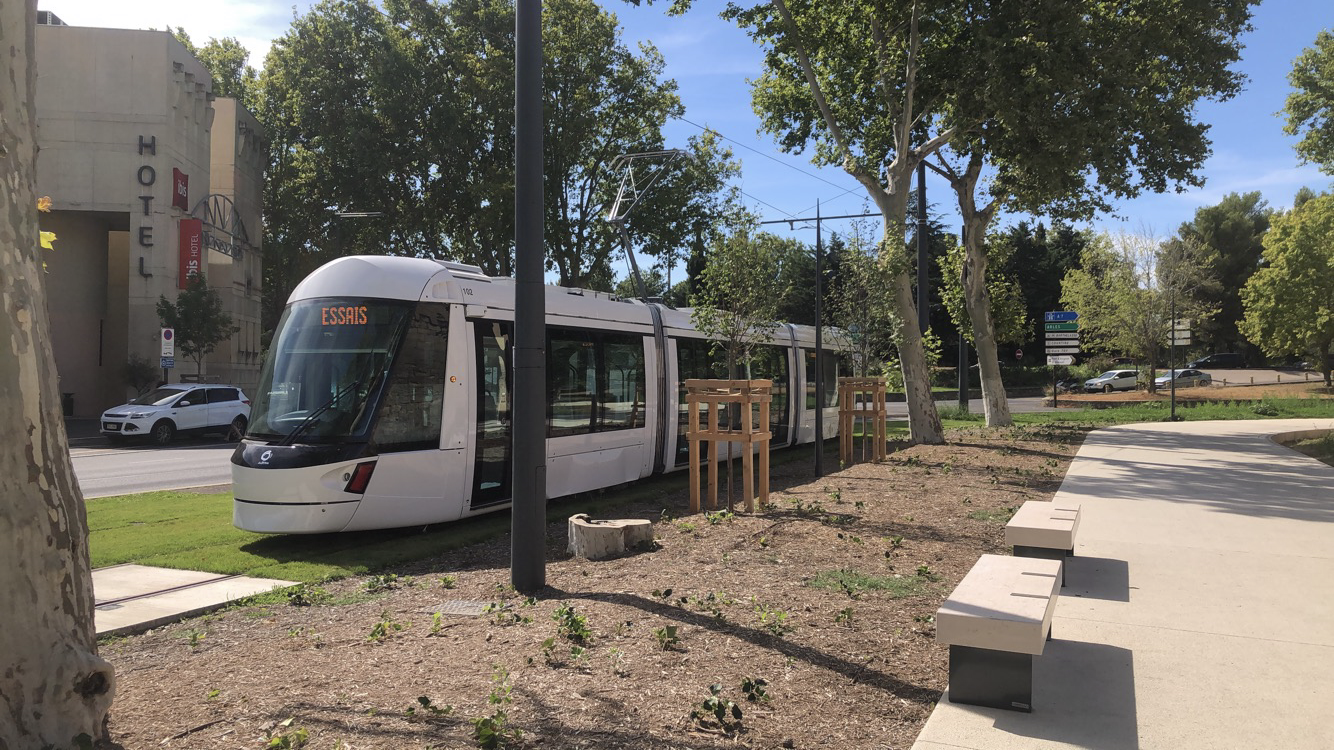
Le tramway d'Avignon.
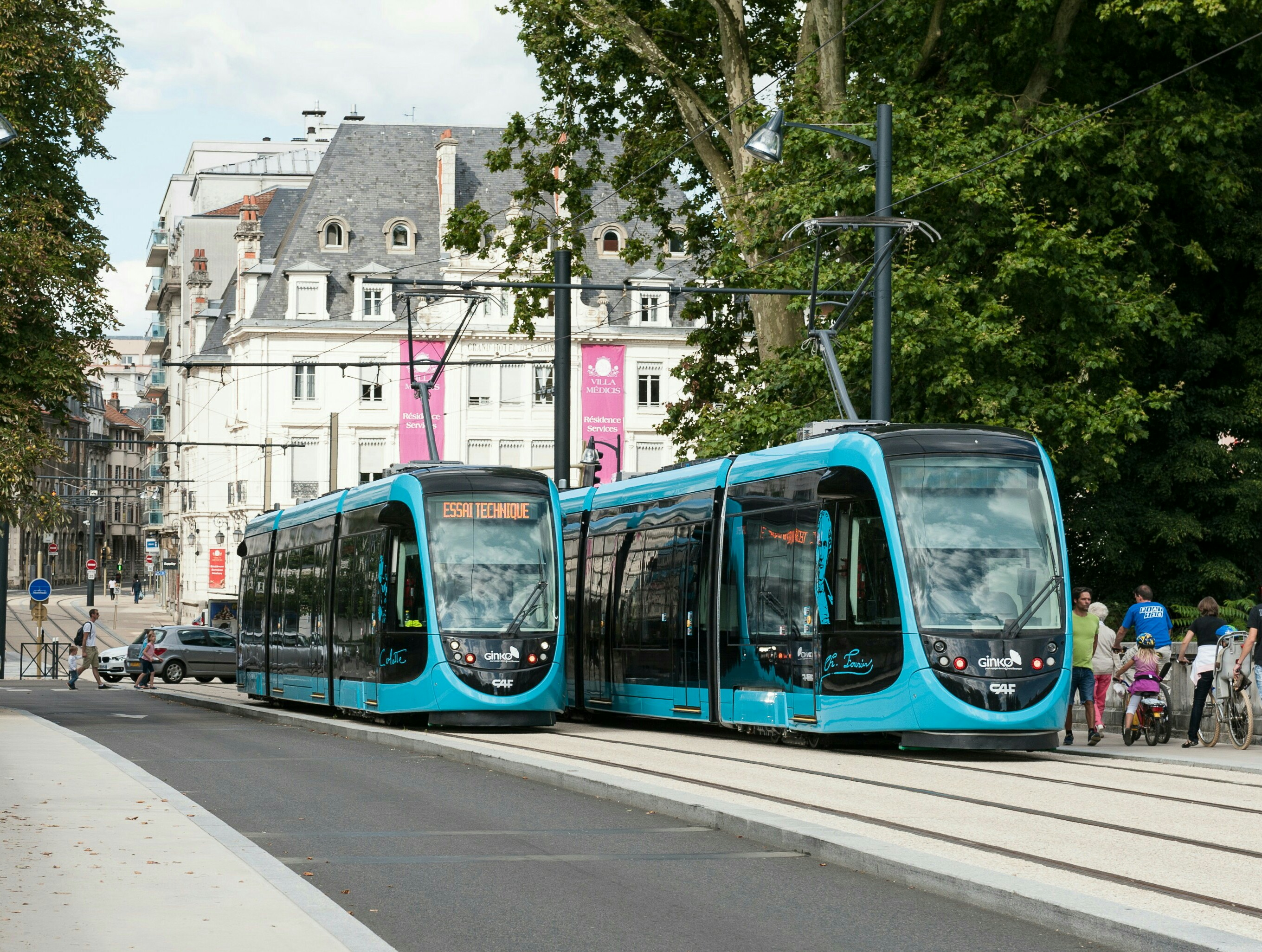
Le tramway de Besançon.
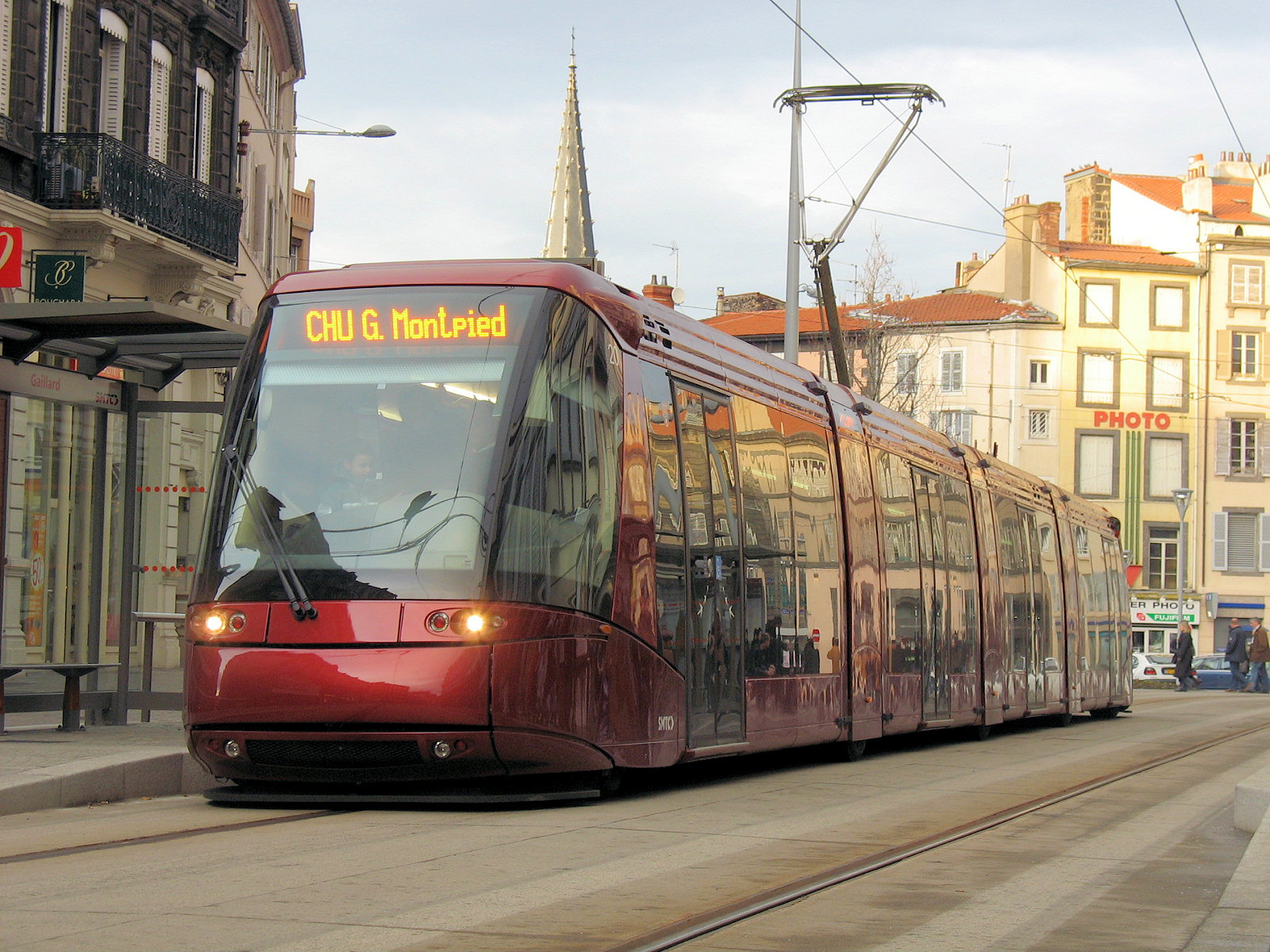
Le tramway de Clermont-Ferrand.
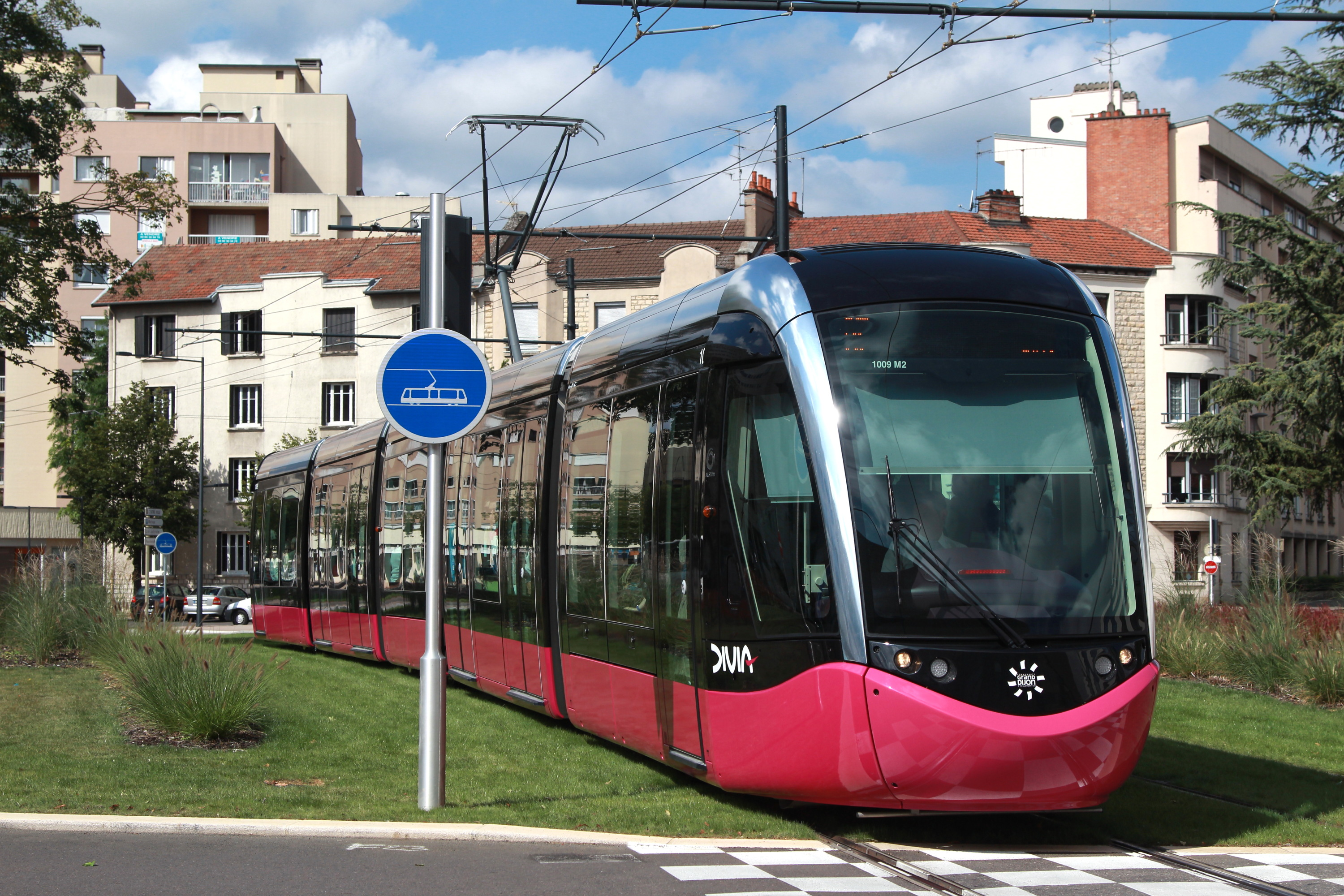
Le tramway de Dijon.
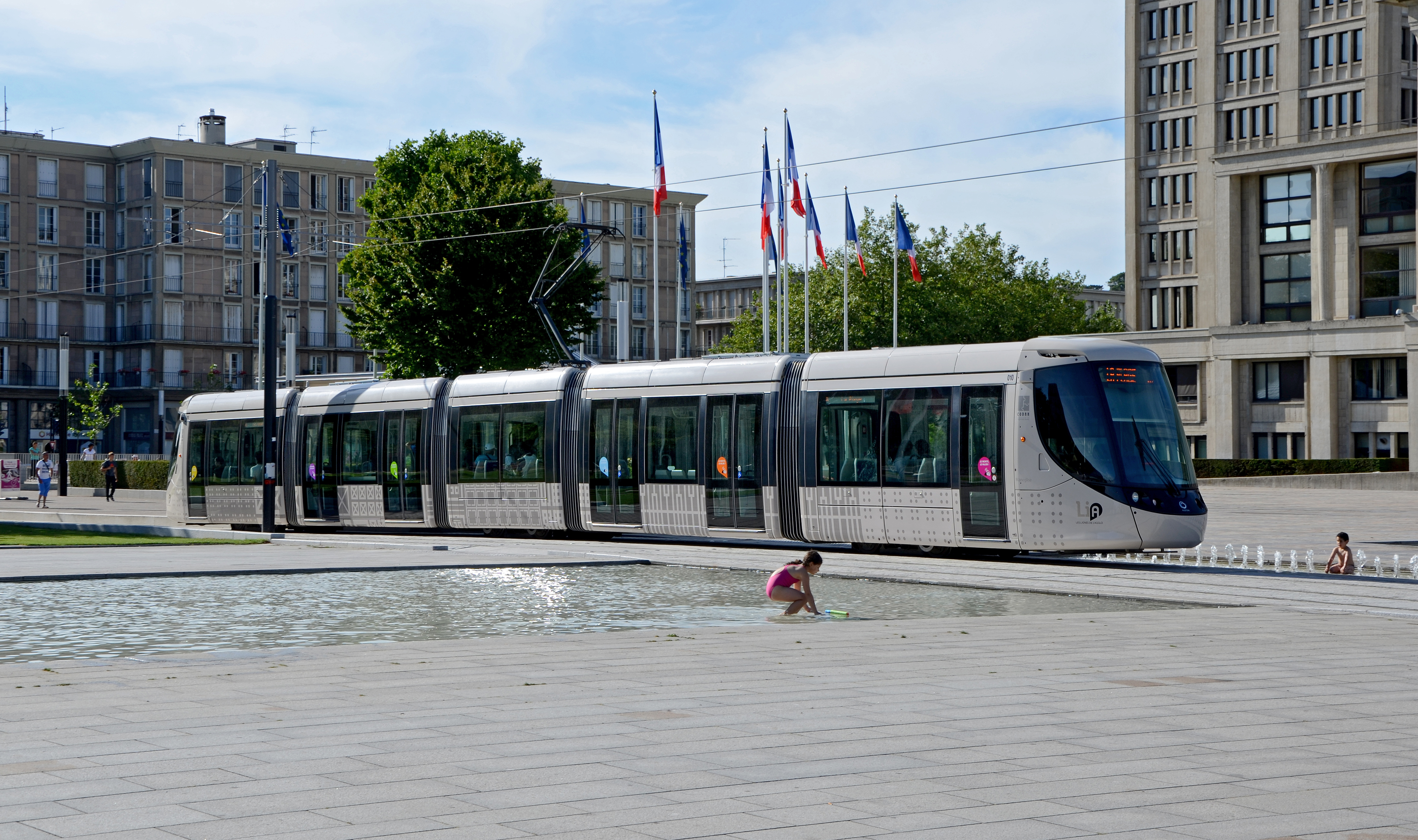
Le tramway du Havre.
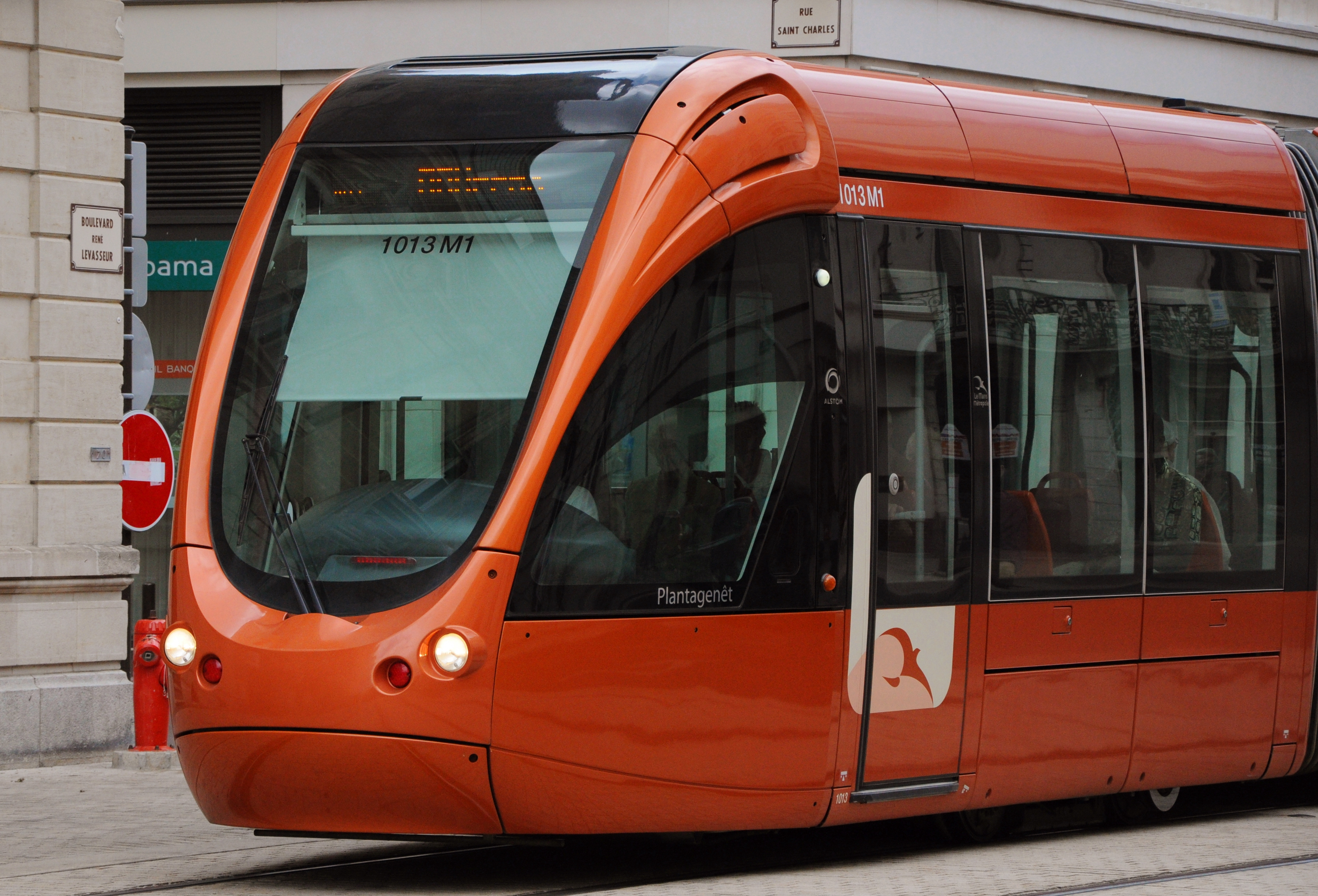
Le tramway du Mans.
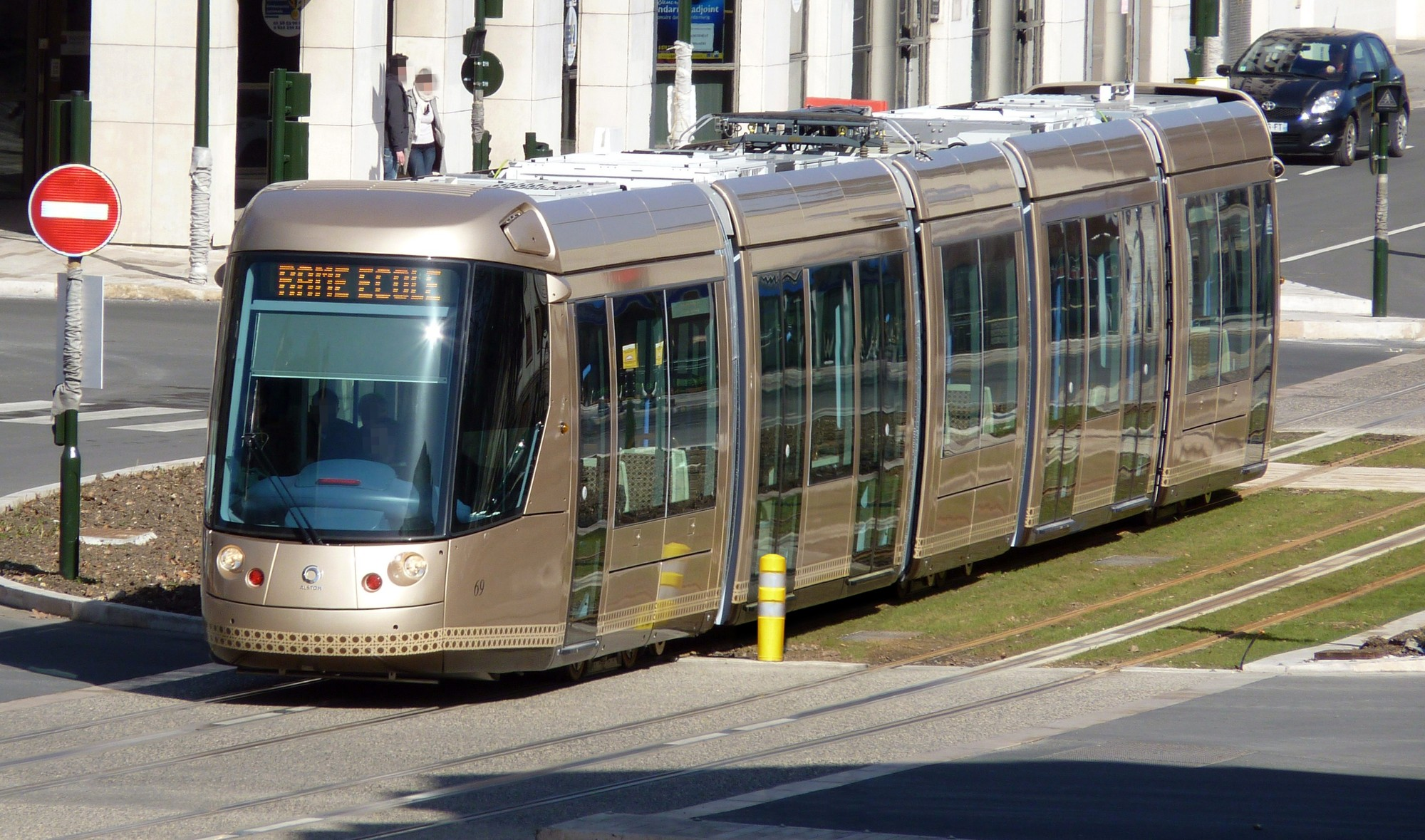
Le tramway d'Orléans.
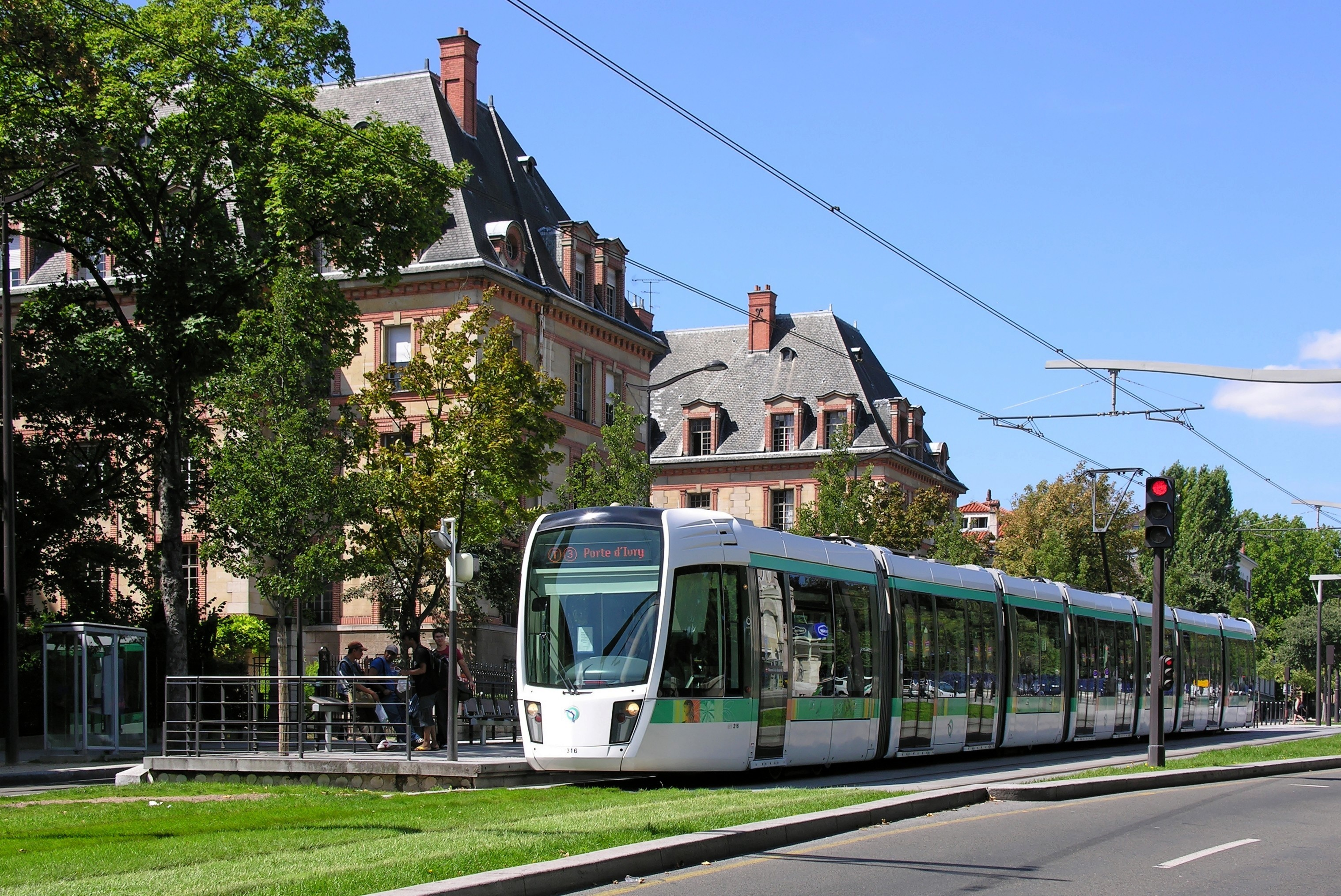
Le tramway de Paris.
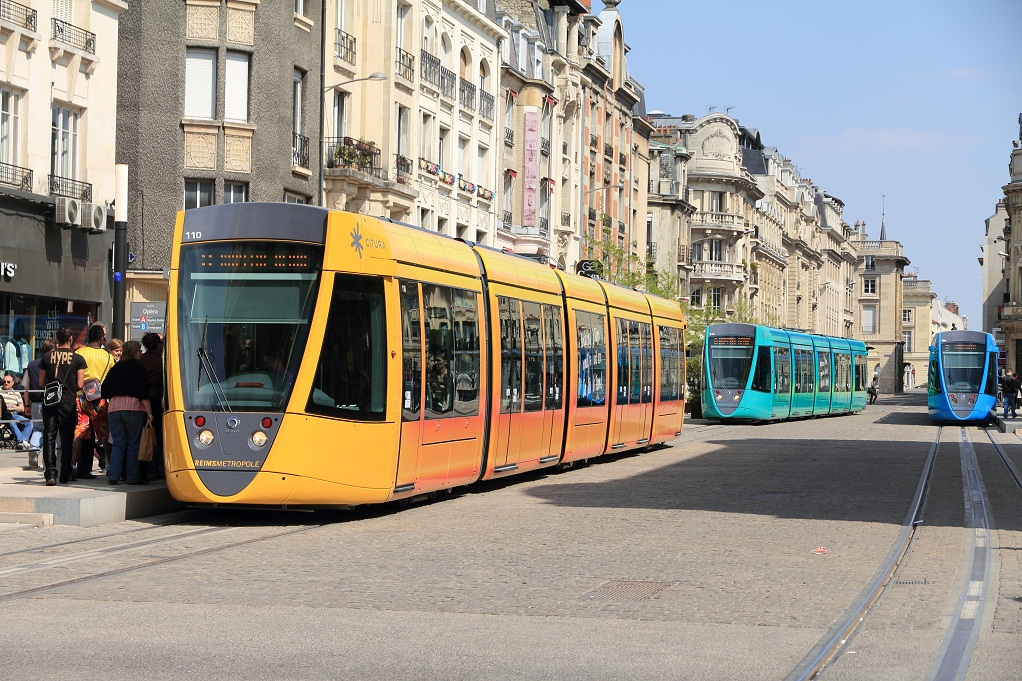
Le tramway de Reims.
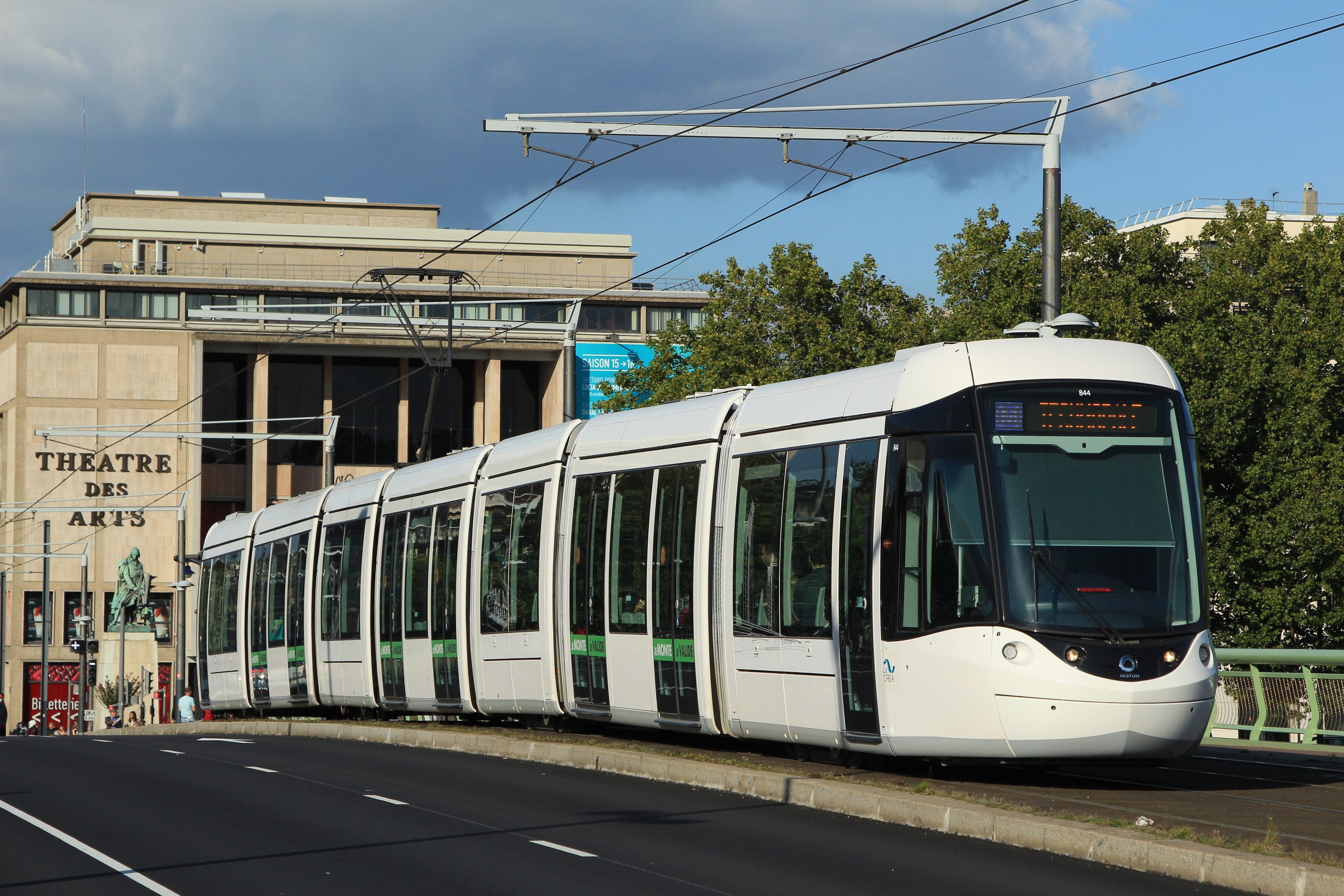
Le tramway de Rouen.
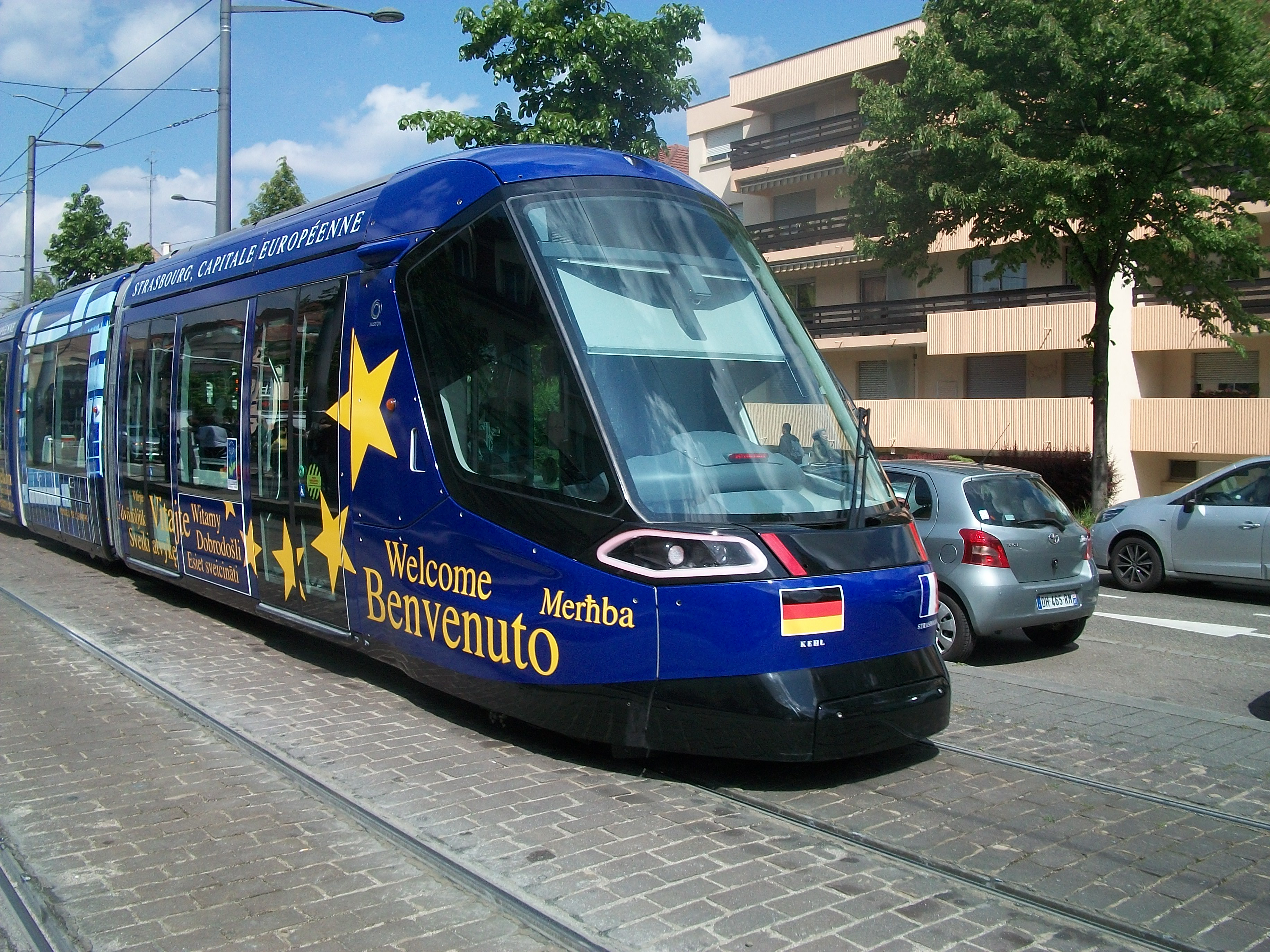
Le tramway de Strasbourg.
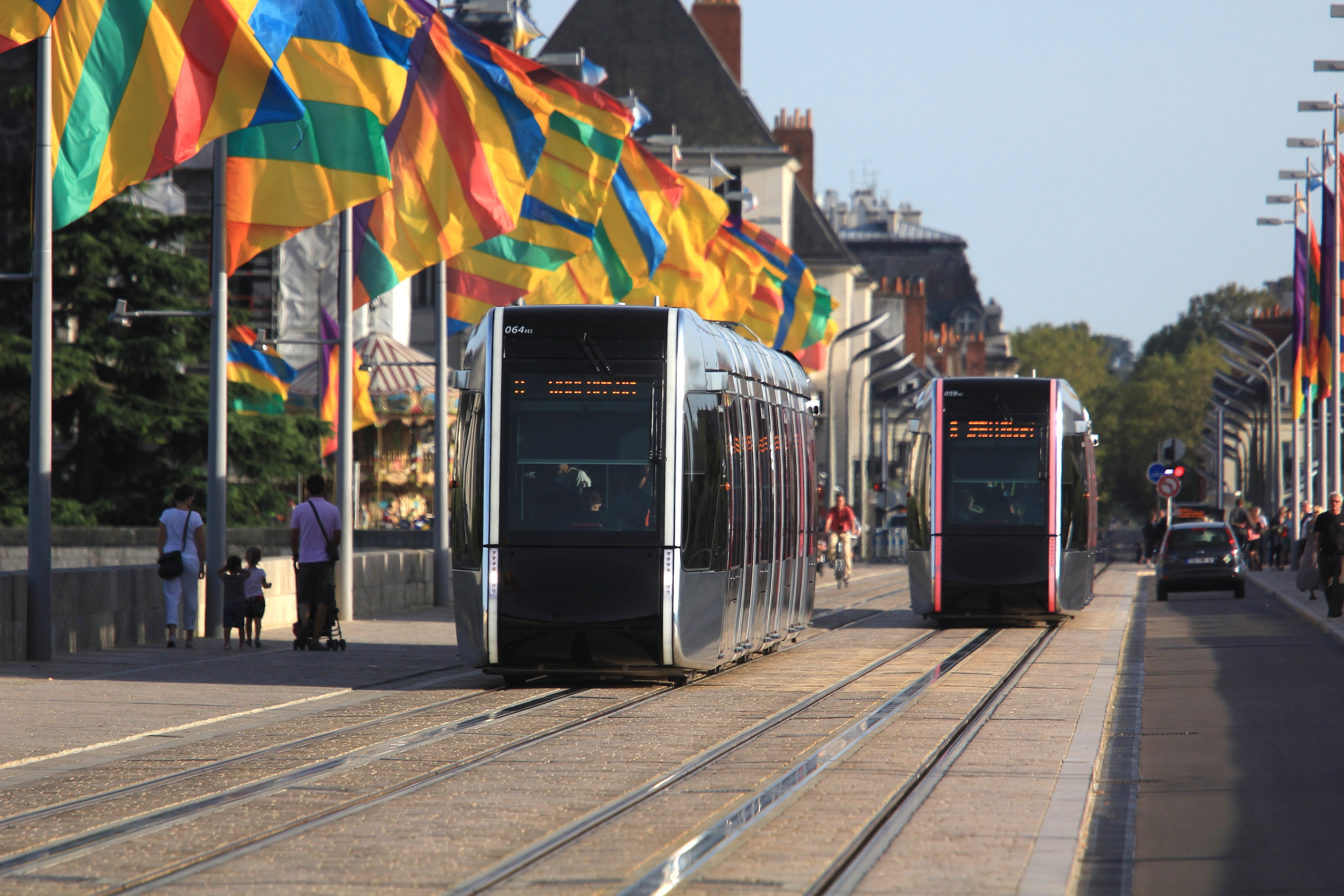
Le tramway de Tours.
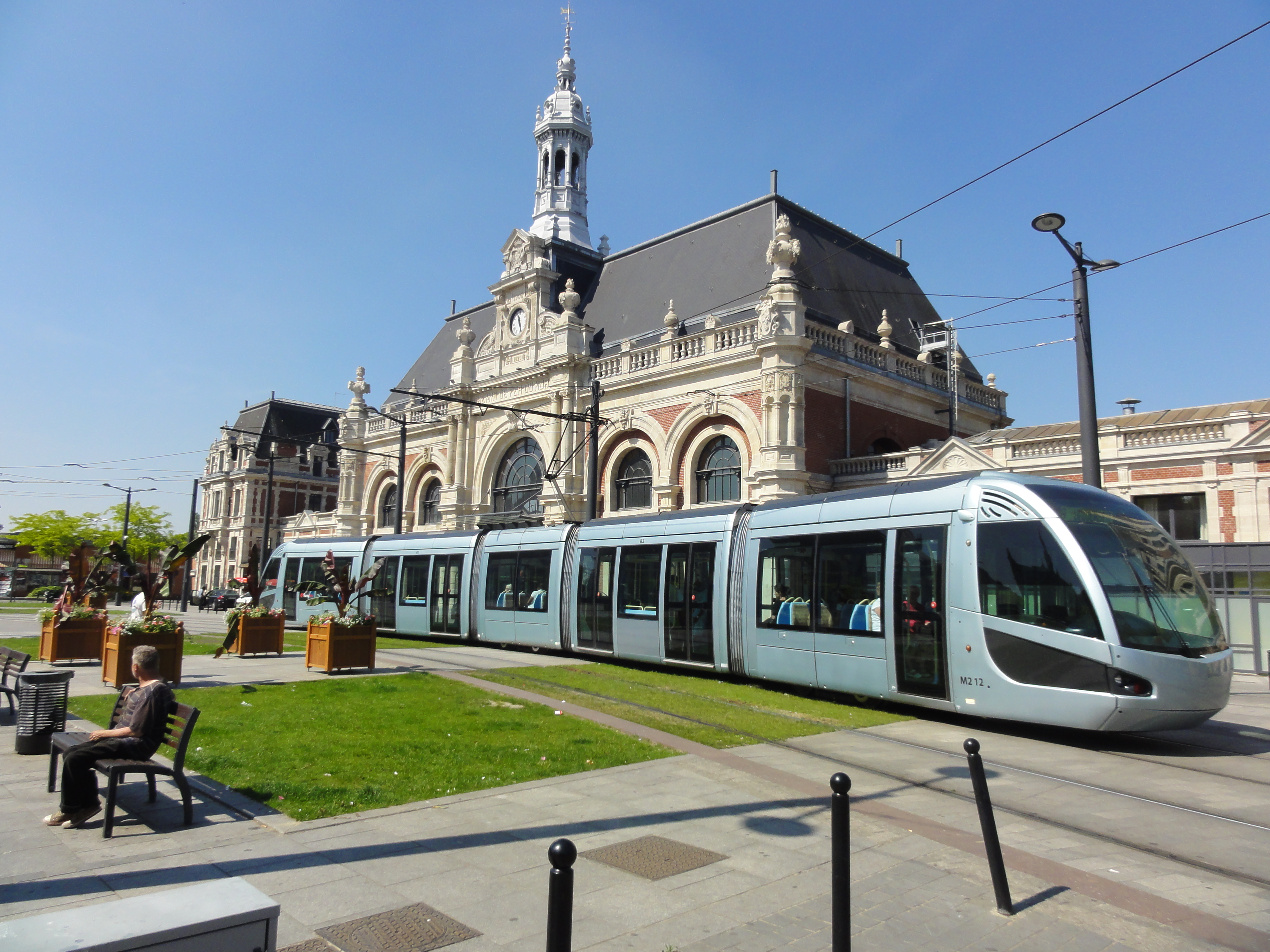
Le tramway de Valenciennes.

### Projets abandonnés
1. Amiens (ancien réseau 1899-1940), une ligne sur un axe nord-est sud-ouest (11 km environ) votée par Amiens Métropole le 18 décembre 2012 pour fin 2018[60].
2. Lens, une ligne sur un axe Liévin - Lens - Hénin-Beaumont - Noyelles-Godault (20,8 km)[61].
3. Île de la Réunion, projet d'un vaste tram-train régional avec une première portion entre Saint-Paul et Sainte-Marie. Projet abandonné par la nouvelle majorité à la suite des élections régionales de 2010 malgré l'attribution de la construction de la ligne à un concessionnaire.
4. Toulon (ancien réseau 1886-1955), une ligne est-ouest sur 5 communes[62]. Alors que les travaux de construction de la plateforme devaient commencer en janvier 2007, le maire qui a toujours manifesté son hostilité au tramway classique, les a brusquement suspendus fin 2006.
5. Pointe-à-Pitre, une ligne sur un axe nord-est ouest Les Abymes/Pointe-à-Pitre/Baie Mahault (17,6 km) et une seconde ligne sur un axe nord sud Les Abymes/Pointe-à-Pitre/Gosier (15,9 km dont 0,7 km en tronc commun avec la 1re. La première phase du projet prévoit 10,7 km d'infrastructures pour les deux lignes en 2019)[63]. Le projet est finalement abandonné en janvier 2018, faute d'argent, remplacé par un bus à haut niveau de service.

### Réseaux fermés et matériels disparus
1. Nancy, la ligne T1 de tramway sur pneus a été arrêtée en 2023 après 23 ans d'exploitation du Bombardier TVR. Dès 2018 la fin de vie des rames était annoncée[64] en raison du mauvais état général tant de l'infrastructure que du matériel, ainsi que du manque d'avenir de celui-ci (production arrêtée par le constructeur, incompatibilité des infrastructures avec tout autre matériel). Le réseau nancéien a pu récupérer la moitié du parc de TVR de Caen mis à l'arrêt fin 2017, pour disposer d'une banque de pièces détachées (le matériel étant le même, et compatible à 90 % avec celui de Nancy)[65],[66],[67]. L'installation d'un tramway sur fer est envisagée pour remplacer le TVR vieillissant[68],[69]. Finalement, à la suite d'un changement de majorité municipale, Nancy revient sur sa décision et choisit de développer un réseau de trolleybus. Vingt-cinq trolleybus sont commandés au constructeur Hess (modèle Hess Light Tram 25DC), pour une mise en service prévue en 2024[70]. Le TVR est définitivement arrêté le 13 mars 2023, pour laisser place à un réseau de substitution, en attendant la mise en place d'un trolleybus[70],[71],[72]. Le Plan Métropolitain des Mobilités prévoit néanmoins la mise en place d'une ligne sur fer pour 2035. Le réseau nancéien était le dernier à exploiter le TVR de Bombardier.

## Réseaux étrangers pénétrant en France

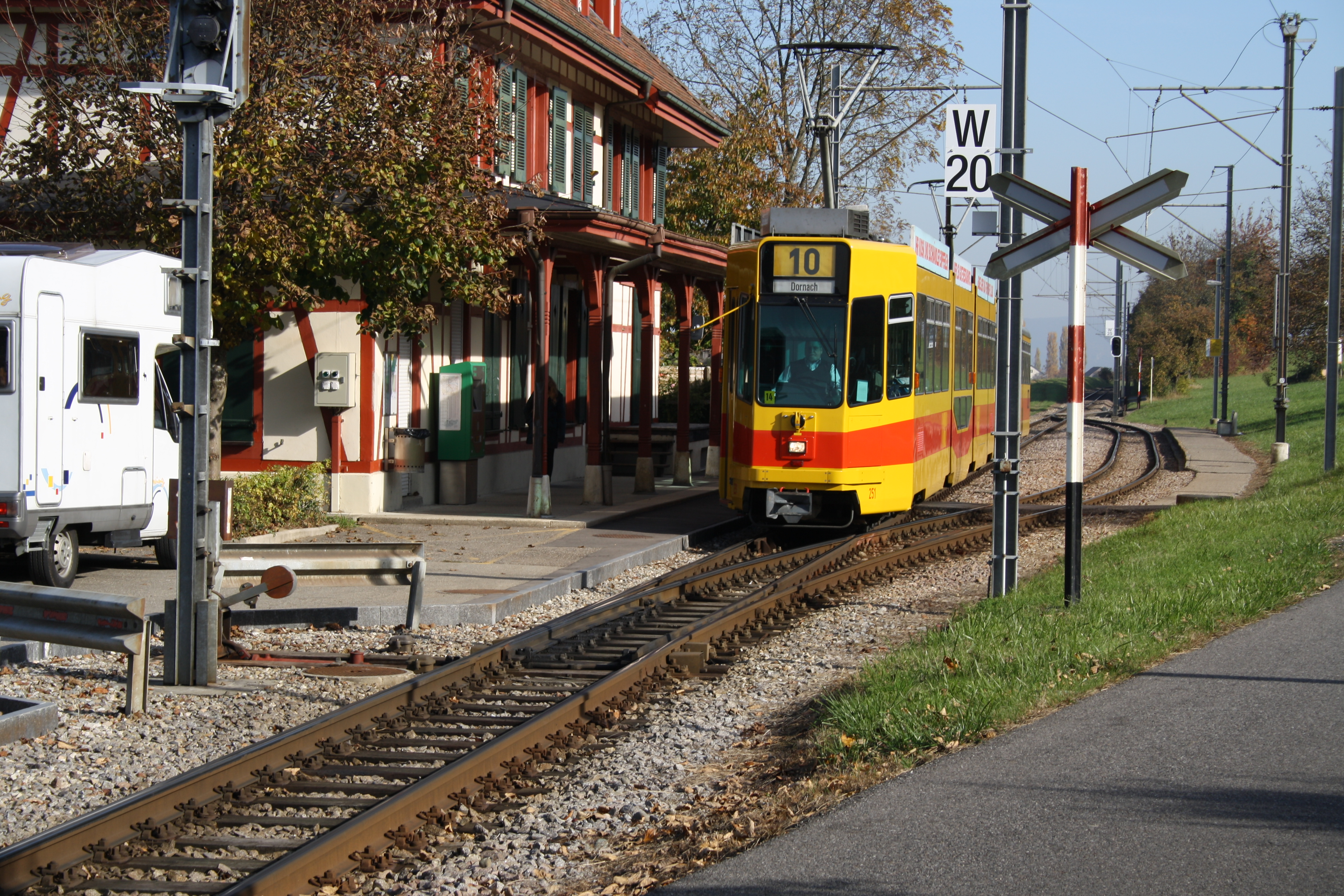
La ligne 10 du tramway de Bâle, à Leymen.

1. Bâle : la ligne no 10 du réseau de Bâle passe par la commune française de Leymen (Haut-Rhin) depuis 1910. Depuis décembre 2017, la ligne no 3 permet de relier la gare de Saint-Louis (Haut-Rhin) au centre-ville de Bâle. Un prolongement jusqu'à l'aéroport de Bâle-Mulhouse est en projet à l'horizon 2030 (2,6 km)[50].
2. Sarrebruck : depuis 1997, la ligne de tram-train S1 du réseau de Sarrebruck (Saarbahn) a pour terminus sud la gare de Sarreguemines (1 km en France)[73].
3. Genève : La ligne 17 relie Moillesulaz (frontière française) à Annemasse-Parc Montessuit depuis décembre 2019. Elle sera prolongée jusqu'au Lycée des Glières en 2026 (1,3 km)[74],[75]. Une extension de la ligne 15 de Palettes à Saint-Julien-en-Genevois (6 km dont 1,5 km en France) est en construction avec un début des opérations prévu à l'horizon 2024-26 [76],[77]. Une autre extension vers Ferney-Voltaire est également envisagée dans le prolongement du projet d'extension au Grand-Saconnex prévu pour 2025, qui sera desservi par une nouvelle ligne reliant Bernex sur l'actuelle ligne 14 jusqu'à Nations, terminus de la ligne 15.

### Tableau récapitulatif

Réseaux de métro, tramways, trolleybus en France mi-2020.

## Réseaux français pénétrant à l'étranger
Strasbourg : depuis le 28 avril 2017, la ligne D du réseau strasbourgeois dessert la ville de Kehl, une commune allemande frontalière et limitrophe de Strasbourg. Terminus étendu en novembre 2018 de la gare à la mairie de Kehl, pénétrant en territoire allemand sur 1,5 km. Il s'agit pour le tramway strasbourgeois d'un retour, puisqu'il y a déjà eu par le passé un tramway entre les deux rives du Rhin, du temps où Strasbourg était une ville allemande.

## Tramways touristiques
1. Tramway touristique de la vallée de la Deûle: de Marquette à Wambrechies le long de la Deûle[78]
2. Tramway de Pithiviers à Toury

## Anciens réseaux
Ces réseaux étaient généralement régis par la réglementation des voies ferrées d'intérêt local (VFIL) :

### Réseaux périurbains et ruraux
- Alpes-Maritimes : 1906 - 1932
- Tramway d'Armentières à Halluin : 1895 - 1935
- Réseau basque : 1916 - 1949
- Tramway beaucourtois : 1904 - 1935
- Bellegarde-sur-Valserine à Chézery-Forens : 1912 - 1937
- Béthune à Estaires : 1899 - 1932
- Bigorre : 1914 - 1934
- Brest au Conquet : 1903 - 1932
- Tramways bretons : 1889 - 1949
- Calvados : 1891 - 1944
- Corrèze : 1904 - 1960
- Dannes-Camiers à Sainte-Cécile : 1898 - 1914
- Dauphiné : 1897 - 1938
- Deux-Sèvres : 1897 - 1947
- Dordogne : 1911 - 1921
- Épône à Mareil-sur-Mauldre : 1883 - 1884
- Erbray : 1886 - 1947
- Étaples à Paris-Plage : 1900 - 1935
- Eu à Mers : 1902 - 1934
- Eure-et-Loir : 1897 - 1937
- Gérardmer à la Schlucht et au Hohneck : 1897 - 1940
- Grenoble à Villard-de-Lans : 1911 - 1951
- Grenoble à Chapareillan : 1899 - 1947
- Haute-Vienne : 1908 - 1949
- Ille-et-Vilaine : 1897 - 1950
- Indre : 1902 - 1939
- Jouy-le-Châtel à Marles-en-Brie : 1901 - 1950
- Lorient : 1901 - 1944
- Lot-et-Garonne : 1911 - 1933
- Lyon à Neuville-sur-Saône : 1891 - 1957
- Lyon à Vaugneray ou Mornant : 1886 - 1954
- Meaux à Dammartin : 1911 - 1938
- Montbrison à Montrond : de 1838 à 1844 (il s'agit du premier ayant été créé en France[81])
- Melun à Barbizon et Milly-la-Forêt : 1899 - 1938
- Moussey : 1914 - 1951
- Moûtiers à Salins : 1893 - 1929
- Munster à la Schlucht : 1907 - 1914
- Paramé à Rothéneuf : 1896 - 1914
- Paris à Arpajon : 1894 - 1937
- Pierrefitte – Cauterets – Luz : 1897 - 1970
- Pontcharra à la Rochette et Allevard : 1895 - 1988
- Quercy : 1907 - 1934
- Région de Reims : 1894 - 1966
- Remiremont à Gérardmer : 1900 - 1935
- Sablonnières à Bray-sur-Seine : 1902 à 1965
- Saint-Amand à Hellemmes : 1896 - 1932
- Saint-Romain-de-Colbosc : 1896 - 1929
- Sarthe : 1882 - 1947
- Savoie : 1892 - 1933
- Sèvres à Versailles : 1894 - 1934
- Sologne : 1905 à 1934
- Tarn-et-Garonne : 1913 - 1933
- Tergnier à Anizy - Pinon : 1910 - 1939
- La Trinité à Étel : 1901 - 1935
- Turckheim aux Trois-Épis
- Vallée d'Hérimoncourt : 1887 - 1932
- Vendée : 1896 - 1949
- Verneuil-l'Étang à Melun : 1901 - 1938
- Versailles à Maule : 1899 - 1944
- Vichy à Cusset : 1895 - 1925
- Villiers-le-Bel : 1878 - 1949